# نووازوفسک
شهر نووازوفسک (به روسی: Новоазовськ) در استان دونتسک در کشور اوکراین واقع شده‌است. جمعیت این شهر ۱۲٬۷۰۲ نفر  است.

## نگارخانه

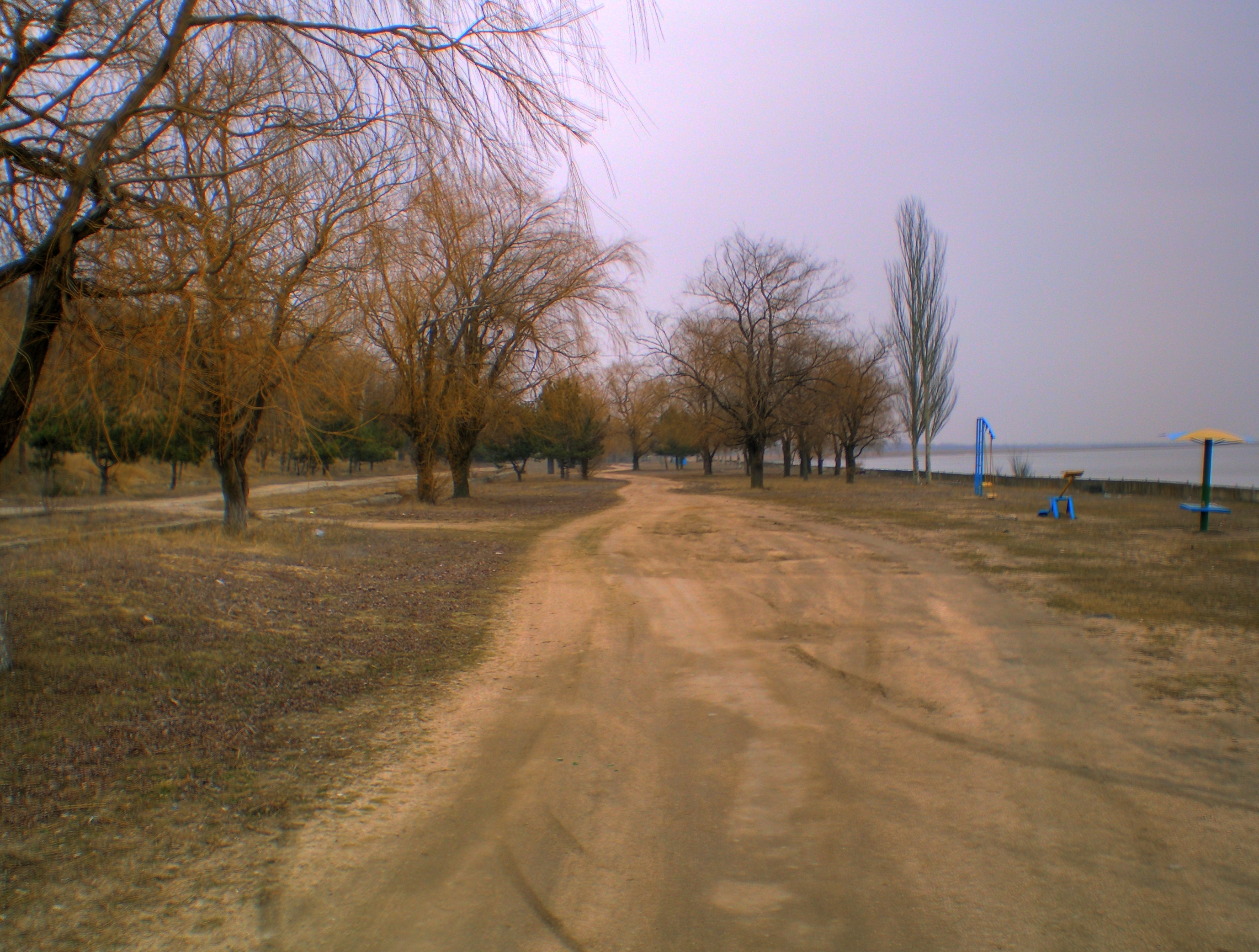
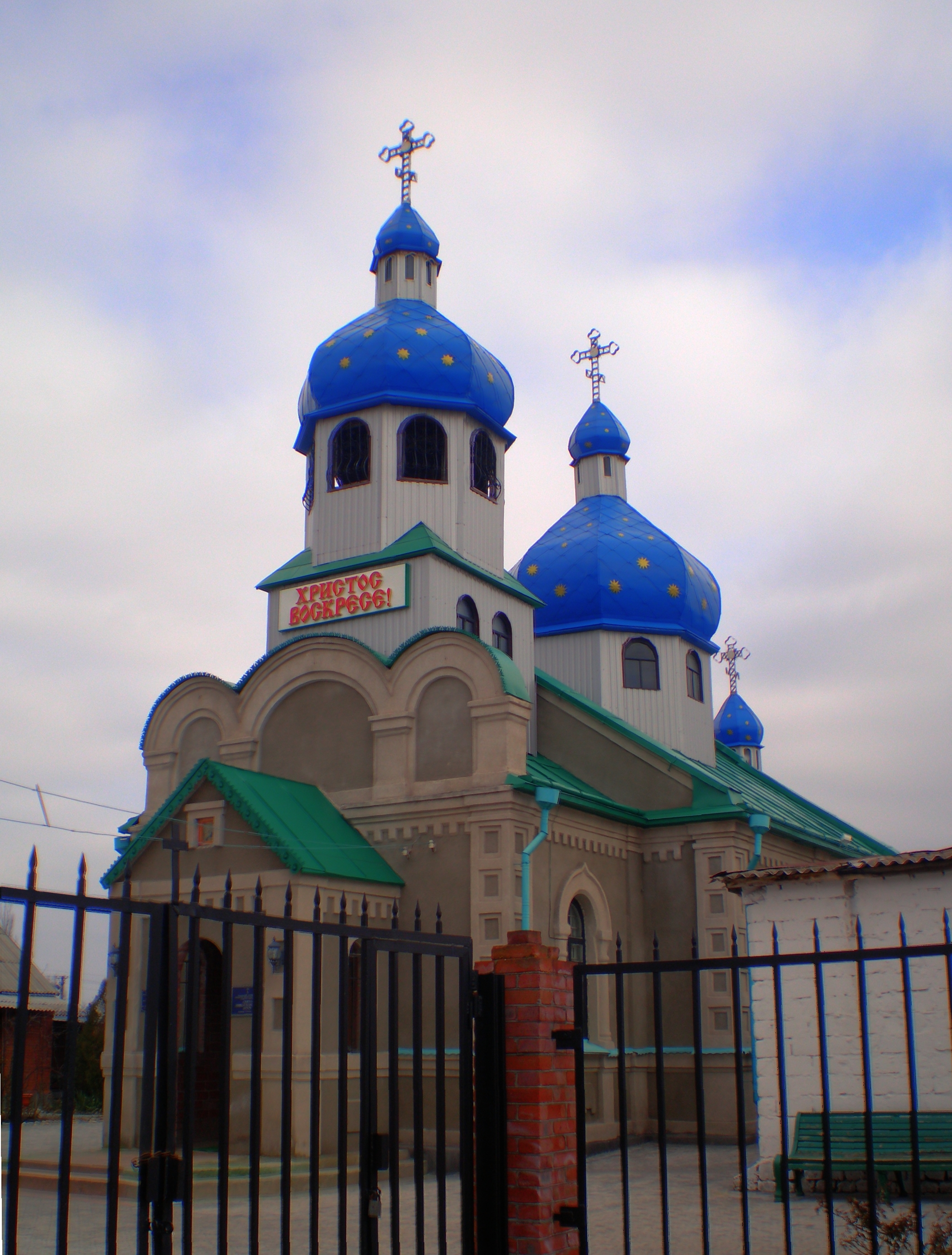